# Rhipidolestes aculeatus
Rhipidolestes aculeatus – gatunek ważki z rodziny Rhipidolestidae. Został opisany w 1912 roku z Tajwanu, występuje także na należących do Japonii Wyspach Yaeyama (na południowo-zachodnim krańcu archipelagu Riukiu). Za podgatunek Rhipidolestes aculeatus uznawany był Rhipidolestes yakusimensis, zamieszkujący wyspy Kiusiu i Yaku-shima, ale molekularne badania filogenetyczne, których wyniki opublikowano w 2012 roku, dowiodły, że stanowią one dwa odrębne gatunki.